# Louvigné-de-Bais
Louvigné-de-Bais (tiếng Breton: Louvigneg-Baez) là một xã của tỉnh Ille-et-Vilaine, thuộc vùng Bretagne, miền tây bắc nước Pháp.

## Dân số
Người dân ở Louvigné-de-Bais được gọi là Louvignéens.
| Năm | 1962 | 1968 | 1975 | 1982 | 1990 | 1999 |
| --- | ---- | ---- | ---- | ---- | ---- | ---- |
| Dân số | 1072 | 1087 | 1122 | 1124 | 1209 | 1411 |
| From the year 1962 on: No double counting—residents of multiple communes (e.g. students and military personnel) are counted only once. |      |      |      |      |      |      |